# Georg Christian Stiebeling

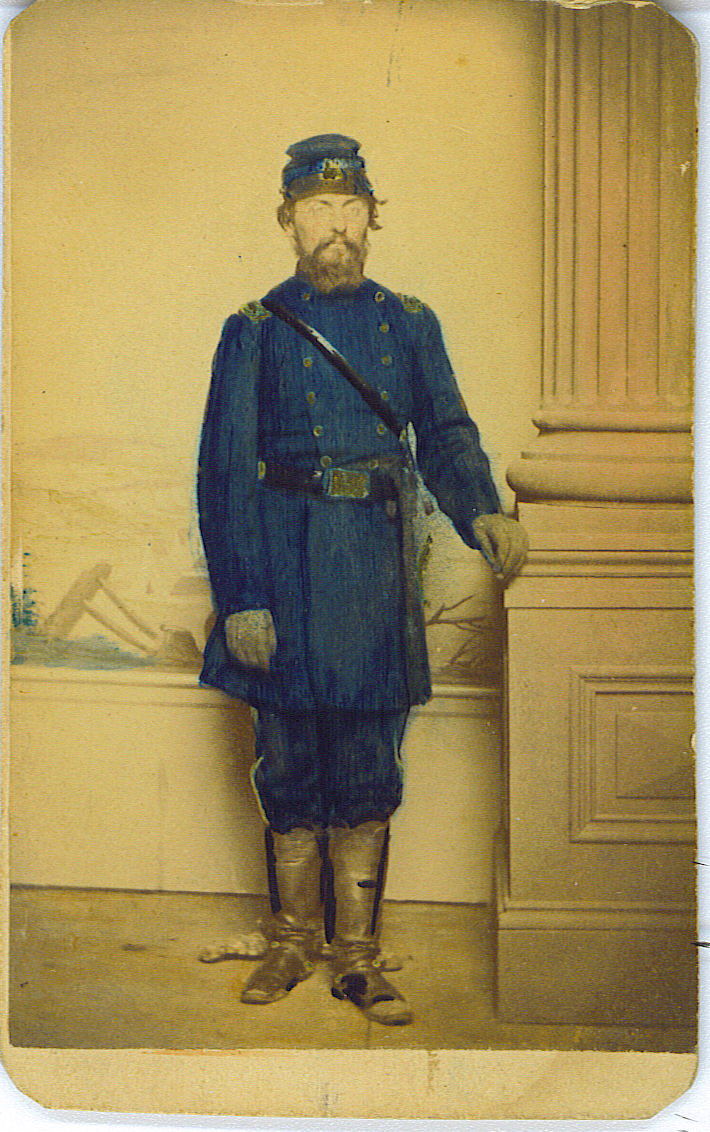
Georg Christian Stiebeling in Uniform als Teilnehmer der Nordstaaten im amerikanischen Bürgerkrieg 1861–1862.

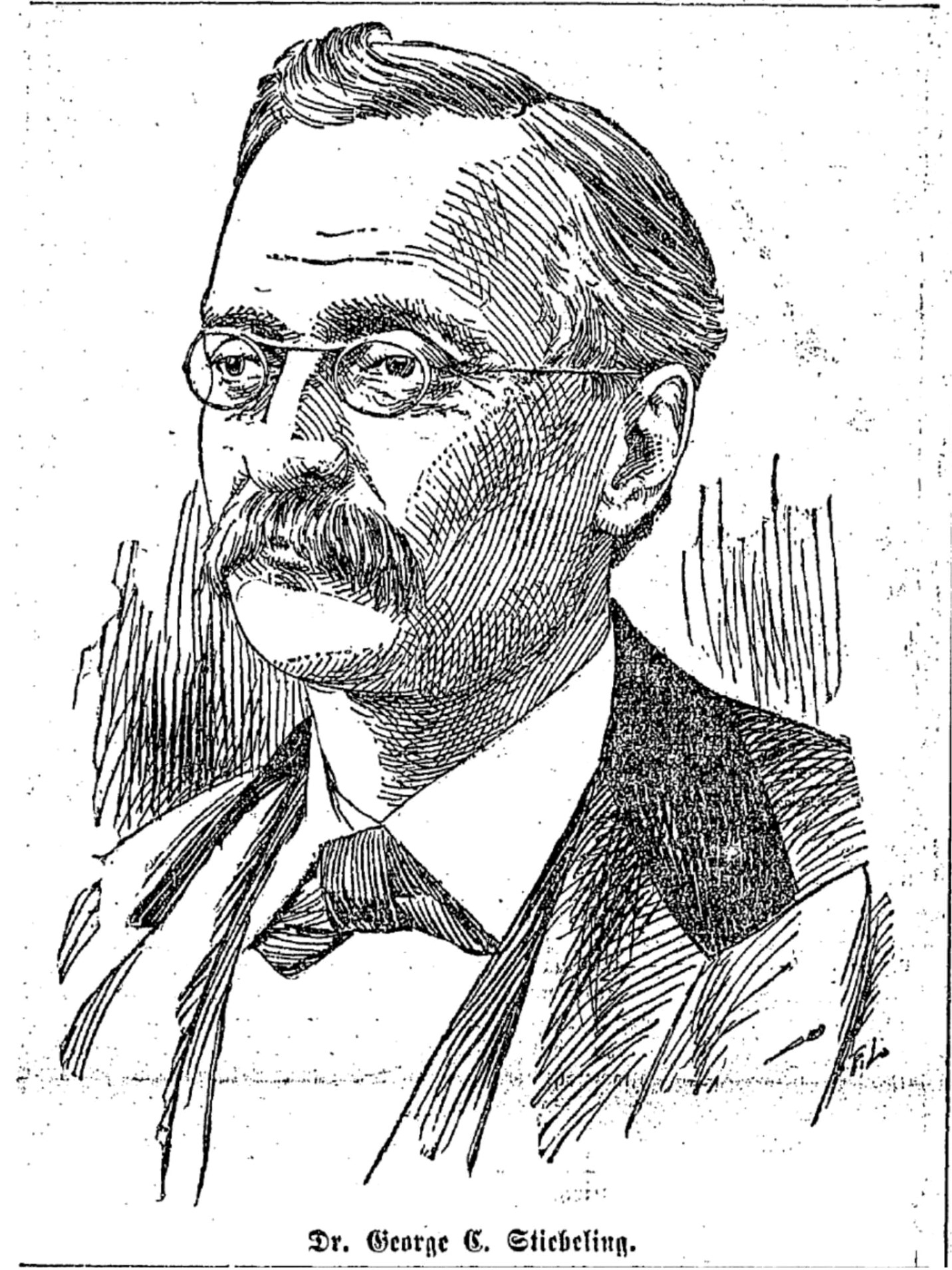
Georg Christian Stiebeling (1895).

Johann Georg Christian Stiebeling (geboren 6. November 1830 in Gedern, Großherzogtum Hessen; gestorben 4. Juni 1895 in New York) war ein deutsch-amerikanischer Arzt, Sozialist und Freidenker.

## Leben
Georg Christian Stiebeling wurde als neuntes Kind des Gastwirtes Georg Christian Stiebeling (1791–1847) und Catherine Margarethe Deckenbach (1791–1863) geboren. Sein Urgroßvater Johann Christian Stiebeling (1729–1790) war 1783 Bürgermeister in Gedern.
Er studierte vom Sommersemester 1850 bis Sommersemester 1853 Medizin an der Ludewigs-Universität Gießen und ab dem Wintersemester 1853/54 an der Kurfürstlichen Landes-Universität Marburg. Dort schloss er sein Studium mit einer Dissertation über Diabetes mellitus ab. Er wanderte 1854 in die Vereinigten Staaten von Amerika aus. Am 3. Mai 1857 heiratete er Hermine Marie Kreymeyer aus Hannover in Jersey City. Aus der Ehe gingen neun Kinder hervor.
1857 war er Mitbegründer der „German Medical Society“ in New York und des German Hospitals. Zu Beginn des amerikanischen Bürgerkrieges 1861 meldete sich Stiebeling freiwillig zu Armee der Nordstaaten um gegen die Sklaverei und für Abraham Lincoln zu kämpfen. Er diente als Arzt in dem deutschen „52nd New York Volunteer Infantry“ Regiment. Nach einer Verletzung schied er aus dem Militärdienst aus und praktizierte als Arzt bis zu seinem Lebensende in New York. 1870 trat er der ersten Internationale bei, deren Generalsekretär Friedrich Adolf Sorge war. In seiner Schrift Naturwissenschaft gegen Philosophie setzte er sich mit der Philosophie von Eduard von Hartmann auseinander. Dessen erste Ehefrau Agnes Taubert verfasste eine Gegenschrift.
Nach der Auflösung der ersten Internationale schrieb Stiebeling für verschiedene Zeitungen der deutschen sozialistischen Presse der USA. Er trat 1876 in die „Workingmen's Party of the United States“ (WPUS) ein, eine Vorgängerorganisation der Socialist Labor Party. Bekannt wurde seine Auseinandersetzung mit der Interpretation von Friedrich Engels um die Profitrate im Kapital von Karl Marx.
Nach der Sterbeurkunde starb er am 3. Juni 1895 an Neurasthenie, Pneumonia und „Paralysis cordis“ (Herzlähmung) in New York. Seine Leiche wurde im Krematorium von Fresh Pond, Queens verbrannt.

## Werke

### Selbständige Publikationen
- De diabete mellito. Bruel, Gießen 1854. (Digitalisat)
- Naturwissenschaft gegen Philosophie. Eine Widerlegung der Hartmannschen Lehre vom Unbewussten in der Leiblichkeit nebst einer kurzen Beleuchtung der Darwin'schen Ansicht über den Instinkt. L. W. Schmidt, New York 1871. (Digitalisat)
- Über den sogenannten Instinct des Huhns und der Ente. Beobachtungen und Versuche nebst Schlußfolgerungen. L. W. Schmidt, New York 1872.
- Ein Beitrag zur Geschichte der Internationale in Nord-Amerika. Druck von John C. Möhring, New York 1874. (Digitalisat)
- Sozialismus und Darwinismus. Eine kritische Studie. L. W. Schmidt, New York 1879.
- Lesebuch für das Volk. Eine kurzgefasste und leichtverständliche Darstellung des Wichtigsten aus Naturlehre und Menschenkunde. H. Nitzsche, New York 1882. (Digitalisat)
- The People’s Reader. A sketch of man’s physical, political, mental and social development in past, present and future. O. Ward, New York 1882.
- Die wirthschaftliche Entwickelung der Vereinigten Staaten in dem Jahrzehnt 1870 bis 1880. National Executive Committee of the Socialistic Labor Party, New York 1886.(Socialistic Library 5)
- Die Erzeugung und Vertheilung des Arbeits-Ertrages in den Vereinigten Staaten. National Executive Committee of the Socialistic Labor Party, New York 1886.
- Das Werthgesetz und die Profit-Rate. Leichtfaßliche Auseinandersetzung einiger wissenschaftlicher Fragen. Mit einem polemischen Vorwort. John Heinrich’s Volksbuchhandlung, New York 1890. (Digitalisat)[11][12]
- Das Problem der Durchschnitts-Profitrate. Kritik einer Kritik. New York Labor News, New York 1893.(Digitalisat)[13]
- Untersuchungen über die Raten des Mehrwerths und Profits mit Bezug auf die Lösung des Problems der Durchschnitts-Profitrate. New York Labor News, New York 1894.(Digitalisat)[14]
- Zwei Briefe an Herrn Friedrich Engels in London. Selbstverlag, New York 1895.[15]

### Artikel  (Auswahl)
- Ueber den Einfluß der Verdichtung des Kapitals auf den Lohn und die Ausbeutung der Arbeit. Die neue Zeit. Revue des geistigen und öffentlichen Lebens. Jg. 4(1886), Heft 11, S. 481–492. (Digitalisat)
- Das Werthgesetz und die Profitrate. In: Der Sozialist. New York. Jg. 5. 1889. Nr. 51, 21. Dezember 1889, S. 2, Spalte 5/6;
- Das Werthgesetz und die Profitrate noch einmal. In: Der Sozialist. New York. Jg. 6. 1890. Nr. 4, 25. Januar 1890, S. 3, Spalte 2/3.
- Offener Brief an Herrn Friedrich Engels in London. (22. Dezember 1894). In: Die neue Zeit. Revue des geistigen und öffentlichen Lebens. . Jg. 13. 1894/1895. Band. 1. Nr. 18, S. 567–569.
- Offener Brief an Herrn Friedrich Engels in London. (22. Dezember 1894). In: Sonntagsblatt der New Yorker Volkszeitung. Jg. 18. Nr. 7, 17. Februar 1895.

### Briefe
- Georg Christian Stiebeling an Karl Kautsky. 5 Briefe 1886–1888. IISG, Amsterdam. Karl Kautsky Nachlass, Signatur: D XXI 453-457 (Digitalisat).
- Georg Christian Stiebeling an Friedrich Engels [vor 16. November 1882]. SAPMO Bibliothek, Berlin. Signatur Ma 8971. Handschriftliche Widmung von Stiebeling für Engels.[16][17]
- Georg Christian Stiebeling an Friedrich Engels 22. Dezember 1894. Kopie RGASPI, Moskau Signatur F 1. op. 5. delo 5840.
- Georg Christian Stiebeling an Friedrich Engels 1. Januar 1895. IISG, Amsterdam. Marx-Engels-Nachlass. Signatur L 6029.
- Georg Christian Stiebeling an Friedrich Engels 9. Februar 1895. IISG, Amsterdam. Marx-Engels-Nachlass. Signatur L 6030.
- Georg Christian Stiebeling an Friedrich Engels 1. März 1895. Kopie IISG, Amsterdam. Marx-Engels-Nachlass. Signatur L 6031.